# Austrotinodes cekalovici
Austrotinodes cekalovici är en nattsländeart som beskrevs av Oliver S. Flint Jr. 1970. Austrotinodes cekalovici ingår i släktet Austrotinodes och familjen trattnattsländor. Inga underarter finns listade i Catalogue of Life.